# Интернет енциклопедија филозофије
Интернет енциклопедија филозофије (енгл. Internet Encyclopedia of Philosophy, IEP) јесте научна онлајн енциклопедија, која се бави филозофијом, филозофским темама и филозофима. IEP комбинује публикацију отвореног приступа са пир-ривју публикацијом оригиналних радова. Доприноси су генерално по позиву, а они који доприносе су препознати и водећи међународни стручњаци на својим пољима.

## Историја
IEP је публикација коју је основао филозоф Џејмс Фисер 1995. године, а ради путем непрофитног приступа с циљем пружања приступачног и научног штива о филозофији. Тренутни општи уредници су филозофи Џејмс Фисер и Бредли Дауден, уз особље и укључене бројне уреднике на специфичним пољима, као и волонтере. Цели веб-сајт је редизајниран у лето 2009, када су прешли са статичких HTML страница на опен-сорс издавање — платформа WordPress.

## Организација
Циљана аудијенција за IEP су студенти филозофије и факултета који нису специјализовани на пољу, а стога се чланци пишу на одговарајући приступачан начин. Чланци се састоје од кратког прегледа теме, тела чланка и означене (анотација) бибиографије. Чланци се могу претраживати или алфабетским индексом или Гугловим механизмом претраге.

## Употреба
Similarweb аналитика сугерише да веб-сајт IEP посећују људи из целог света, и то између два и три милиона пута месечно. Око 75% ове употребе је преко интернет претраге, 18% директним приступом, а 5% референтно (референтни веб-сајтови укључују друге референтне веб-сајтове и водиче универзитетских библиотека).

## Recognition
IEP наводи и Америчка библиотечка асоцијација у свом листингу Најбољих слободних референтних сајтова (енгл. Best Free Reference Sites); наведена је и као онлајн филозофски извор од Федерације асоцијација аустралазијске филозофије у школама; EpistemeLinks је наводи као „истакнут ресурс” за филозофију на интернету; као поуздан извор се наводи и у многим универзитетским филозофским водичима.